# Schortens
Schortens (pronunciación en alemán: /ˈʃɔʁtn̩s/ⓘ) es un municipio situado en el distrito de Frisia, en el estado federado de Baja Sajonia (Alemania), a una altitud de 6 metros. Su población a finales de 2016 era de unos 20 300 habitantes y su densidad poblacional, 300 hab/km².
Se encuentra ubicado a poca distancia al noroeste de la ciudad de Bremen y al sur del mar del Norte.